# 대한민국 상법 제136조
대한민국 상법 제136조는 고가물에 대한 책임에 대한 상법총칙의 조문이다.

## 조문
제136조 (고가물에 대한 책임) 화폐, 유가증권 기타의 고가물에 대하여는 송하인이 운송을 위탁할 때에 그 종류와 가액을 명시한 경우에 한하여 운송인이 손해를 배상할 책임이 있다.

## 판례
상품권 판매업체는 택배에 액면가로 4000만원 상당의 상품권을 배달시켜면서 상품권임을 밝히지 않고 '서류'라고만 알려주었고 택배운송기사는 고가의 상품권이 들어 있다는 사실을 모른 채 배달을 하던 중 오토바이를 잠시 세워놓은 사이 상품권을 도둑 맞았으며 이 경우 배달을 시킨 사람이 배송제품이 고가품이라는 사실을 미리 알려주지 않아서 단 한 푼도 배상하지 않아도 된다.

## 참고문헌
김세욱, 최준선. (2005, 9). 示範答案 : 商法상법 제136조의 고가물특칙에 관하여 논하시오.. 고시연구, 32(10), 406-409.

## 같이 보기
- 운송인
- 물품운송계약